# Sant Joan de Puig-redon
Sant Joan de Puig-redon és l'església de l'antiga parròquia del disseminat nucli de Puig-redon, al municipi de Torà (Solsonès), inclosa a l'Inventari del Patrimoni Arquitectònic de Catalunya.

## Situació
L'església es troba al costat de la masia de cal Millet. Per anar-hi cal agafar la pista en bon estat que surt, cap al nord, al km. 3,7 (41° 49′ 54.16″ N, 1° 25′ 19.05″ E / 41.8317111°N,1.4219583°E) de l'antiga carretera LV-3005 de Torà a Solsona. Ben senyalitzada. Als 900 metres es deixa a l'esquerra la cabana de volta de Cal Millet, i als 1,2 km s'arriba a les edificacions de cal Millet i a la capella.

## Descripció

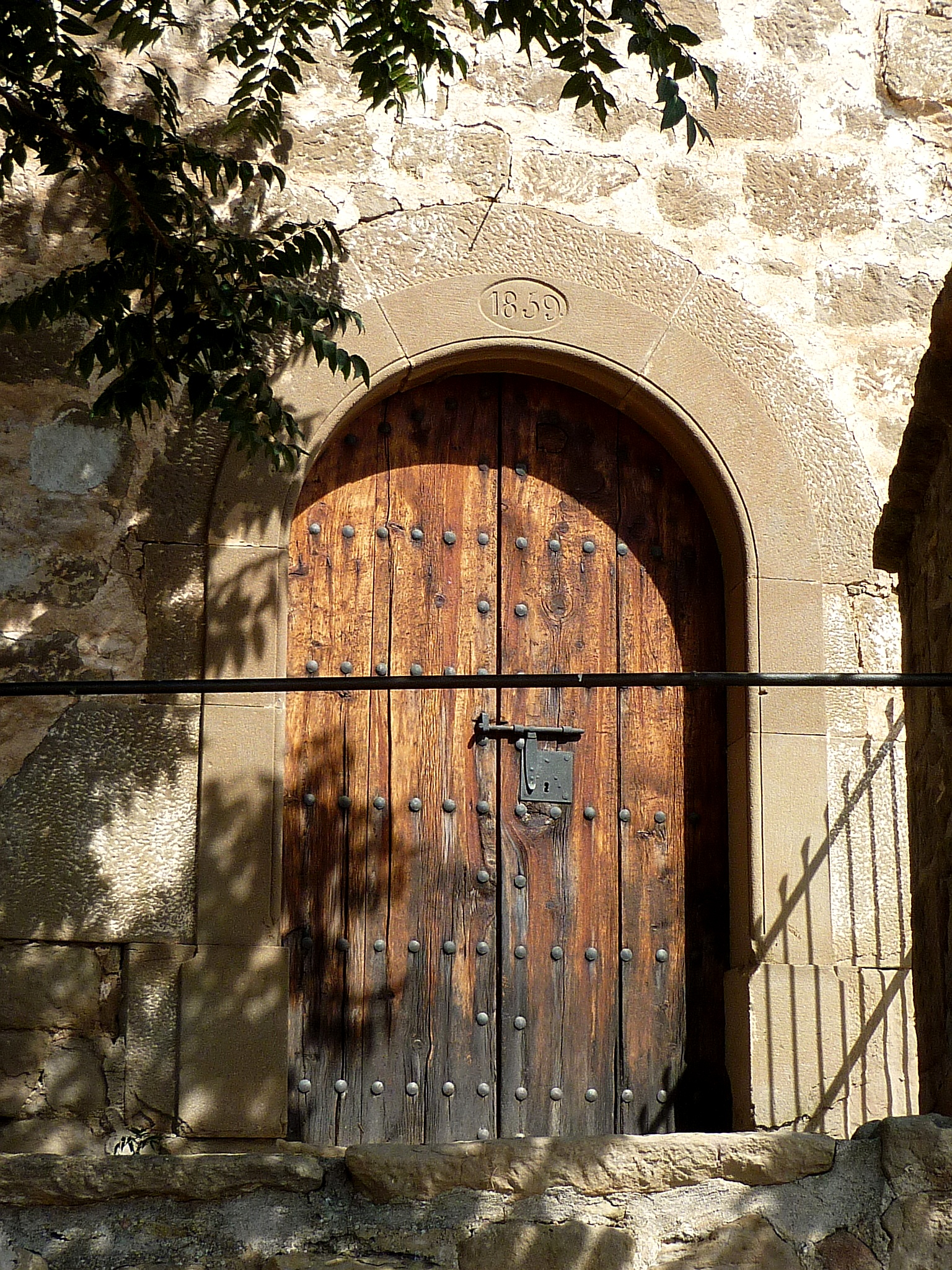
Portal

Construcció d'una sola nau, coberta amb volta de canó amb llunetes i capçalera plana. És de planta rectangular. L'entrada principal es troba al mur sud, és d'arc de mig punt adovellat. A la dovella central hi ha la data inscrita de "1859". Al mur oest, hi ha una obertura circular i culmina la façana un petit campanar d'espadanya amb frontó triangular coronat per una creu. El mur nord, està annexat amb un cobert de principis del segle xx. Al mur est, hi ha una petita espitllera a la part dreta. Davant d'aquesta façana hi ha el cementiri.
La coberta és de dos vessants (nord-sud), acabada amb teules.
A l'interior hi ha cinc trams de volta de canó amb llunetes. Al mur nord hi ha una capella. Es troba enguixat.

## Història
L'any 1062 es fa menció d'aquesta capella en el testament que fa Golfred en favor del seu fill Ramon i dels seus sagrers.